# Pyrinia albilineata
Pyrinia albilineata är en fjärilsart som beskrevs av W. Warren 1906. Pyrinia albilineata ingår i släktet Pyrinia och familjen mätare. Inga underarter finns listade.